# Bistum Greensburg
Das Bistum Greensburg (lateinisch Dioecesis Greensburgensis) ist eine in den Vereinigten Staaten gelegene römisch-katholische Diözese mit Sitz in Greensburg, Pennsylvania.

## Geschichte
Das Bistum Greensburg wurde am 10. März 1951 durch Papst Pius XII. mit der Apostolischen Konstitution Ex supremi aus Gebietsabtretungen des Bistums Pittsburgh errichtet und dem Erzbistum Philadelphia als Suffraganbistum unterstellt.

## Territorium
Das Bistum Greensburg umfasst die im Bundesstaat Pennsylvania gelegenen Gebiete Armstrong County, Fayette County, Indiana County und Westmoreland County.

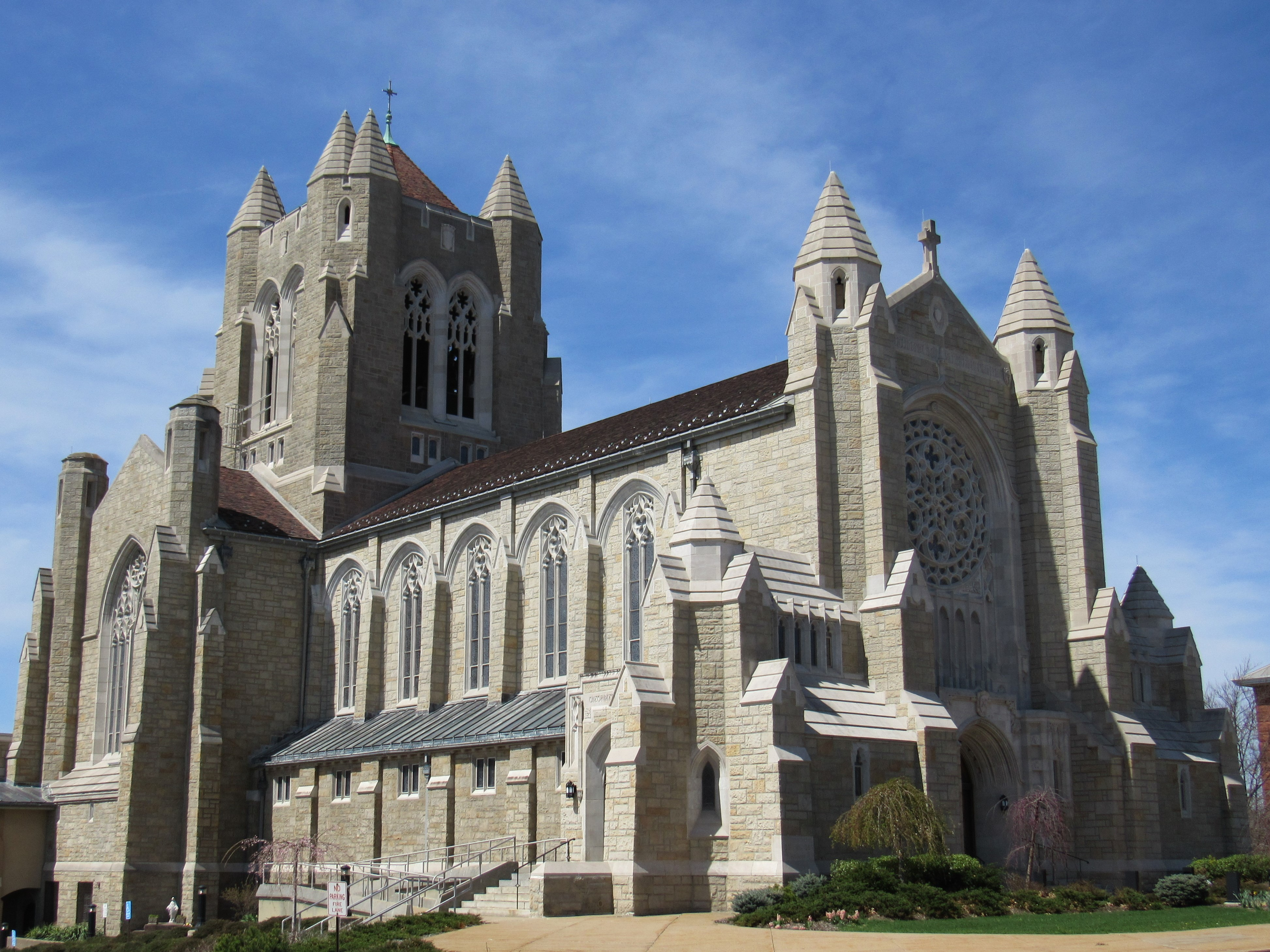
Blessed Sacrament Cathedral in Greensburg

## Bischöfe von Greensburg
- Hugh Louis Lamb, 1951–1959
- William Graham Connare, 1960–1987
- Anthony Gerard Bosco, 1987–2004
- Lawrence Eugene Brandt, 2004–2015
- Edward Malesic, 2015–2020, dann Bischof von Cleveland
- Larry Kulick, seit 2020